# Copa Centro-Americana de Voleibol Masculino
A Copa Centro-Americana de Voleibol Masculino é uma competição continental organizada pela AFECAVOL, associação sub-zonal da NORCECA.

## História
Sua primeira edição ocorreu em 1974 em El Salvador, tendo duas edições consecutivas em 1976 e 1977, na Costa Rica e na Guatemala, respectivamente. Após um hiato de dez anos, retornou em 1987, realizando-se a cada dois anos ímpares até 1999. 
A partir de 2000, a AFECAVOL passa a realizar o torneio em anos pares, também a cada dois anos, seguindo assim até 2014. Desde 2017, a Copa voltou a ser realizada em anos ímpares, coincidindo com os anos de realização do Campeonato NORCECA. 
O Panamá foi o primeiro campeão da competição, apresentando-se ainda como maior detentor de títulos, oito ao todo. Seguem-no, a Costa Rica com seis, a Guatemala com quatro (atual campeã) e Honduras, com dois.

## Vencedores

### Quadro de Medalhas
| Ordem | País        | Medalha de ouro | Medalha de prata | Medalha de bronze | Total |
| ----- | ----------- | --------------- | ---------------- | ----------------- | ----- |
| 1     | Panamá      | 8               | 3                | 2                 | 13    |
| 2     | Costa Rica  | 6               | 3                | 5                 | 14    |
| 3     | Guatemala   | 4               | 7                | 4                 | 15    |
| 4     | Honduras    | 2               | 2                | 6                 | 10    |
| 5     | El Salvador | 0               | 4                | 2                 | 6     |
| 6     | Belize      | 0               | 1                | 0                 | 1     |
| 7     | Nicarágua   | 0               | 0                | 1                 | 1     |